# 合原由作
合原 由作（ごうはら ゆうさく、1946年（昭和21年）8月26日 - 2014年（平成26年）1月3日）は、日本の陸上自衛官、政治家。北海道恵庭市長。

## 経歴
福岡県田川市出身。陸上自衛隊少年工科学校を経て、神奈川県立湘南高等学校卒業。陸上自衛官となり、恵庭に初期配属となる。退職後、恵庭市議会議員選挙に当選し、4期14年務める。浜垣実市長が持っていた厚い保守票の中にあった自衛隊票の切り崩しに成功し、1993年（平成5年）の恵庭市長選挙に予想外の大差で当選。しかし公共工事入札に絡む「天の声疑惑」で市議会に百条委員会を設置され、偽証罪で告発されるなど市政には批判の声が大きく、1997年（平成9年）の市長選では黒氏博実に敗れ、1期で退任した。